# Inxuba Yethemba
Inxuba Yethemba es un municipio de la provincia de Cabo Oriental en Sudáfrica, con una población estimada en marzo de 2016 de 70 493 habitantes.
Se encuentra al noroeste de la provincia, cerca de la frontera con la provincia Septentrional del Cabo. 